# Richeville
Richeville – miejscowość i gmina we Francji, w regionie Normandia, w departamencie Eure.
Według danych na rok 1990 gminę zamieszkiwało 215 osób, a gęstość zaludnienia wynosiła 55 osób/km² (wśród 1421 gmin Górnej Normandii Richeville plasuje się na 687 miejscu pod względem liczby ludności, natomiast pod względem powierzchni na miejscu 777).